# Líneas Aéreas Suramericanas

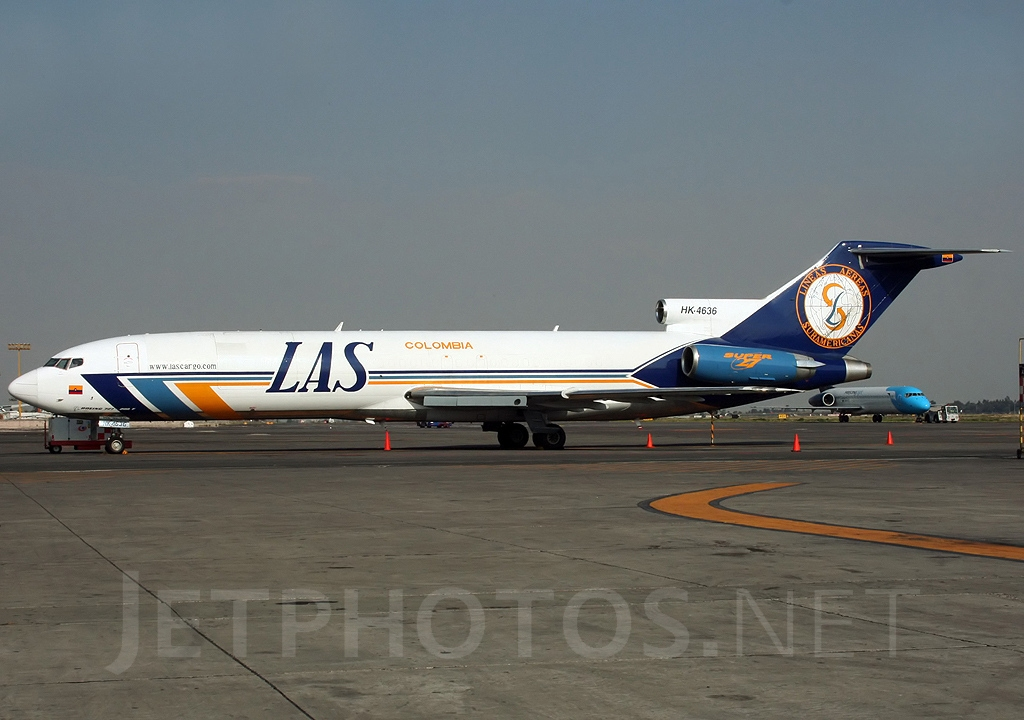
Un Boeing 727 aux couleurs de LAS, en 2009.

Líneas Aéreas Suramericanas (aussi appelé LAS Cargo) était une compagnie aérienne colombienne spécialisée dans le fret, dont les opérations sont basées à l'aéroport international El Dorado (Bogota), le principal du pays.
La compagnie a été fondée en 1972 sour le nom Aerovias del Norte, pour prendre son nom actuel en 1986. Son premier avion était un Curtiss C-46. Elle a ensuite utilisé des DC-4, DC-6, Caravelle et 727. En 2023, elle possède deux Boeing 737 anciens (génération dite Classic), convertis en cargo. 
Les vols réguliers de la compagnie relient Bogota à des aéroports de pays limitrophes (Venezuela, Pérou, Panama, Équateur) et des Caraïbes (Aruba, Curaçao). LAS Cargo réalise aussi des vols à la demande.